# Hyperolius mosaicus
Hyperolius mosaicus är en groddjursart som beskrevs av Perret 1959. Hyperolius mosaicus ingår i släktet Hyperolius och familjen gräsgrodor. IUCN kategoriserar arten globalt som livskraftig. Inga underarter finns listade i Catalogue of Life.